# Аль-Вакра (футбольный клуб)
«Аль-Вакра» (араб. نادي قطر الرياضي‎) — катарский спортивный клуб из одноимённого города. Футбольный клуб играет в Старс-лиге (высшем футбольном дивизионе Катара).

## Цвета формы
Домашний комплект состоит из голубой футболки с поперечной белой полосой, на которой размещены номер и эмблема клуба, чёрный трусов и белых гетр. В гостевом комплекте белые футболки с голубой поперечной полосой, голубые трусы и белые гетры.

## Стадион
Клуб проводит домашние встречи на стадионе «Аль-Вакра», вмещающем 20 000 зрителей. После того, как Катар получил право принять у себя ЧМ-2022, стадион планируется расширить до 45 120 мест.

## Достижения
- Чемпионат Катара:

Чемпион (2): 1998/99, 2000/01
- Второй дивизион Катара:

Победитель (2): 1985, 2019
- Кубок Наследного принца Катара:

Победитель: 1999
Финалист: 1996
- Кубок шейха Яссима:

Победитель (4): 1989, 1991, 1998, 2004
Финалист: 2003
- Кубок Q-лиги :

Победитель: 2011